# グルーミング
グルーミング（英: grooming）または身繕い（みづくろい）とは、動物が体の衛生や機能維持などを目的として行う行動である。一部分は後天的に習得され、以降の世代へと伝播する場合もある（湯、土、木の葉、砂塵の利用など）。特に哺乳類では毛繕い（けづくろい）、鳥類では羽繕い（はづくろい、preening）などと呼ばれる。
自分自身に対して行うセルフグルーミング（自己グルーミング、personal grooming, self-grooming, autogrooming）と、他の個体に対して行う社会的グルーミング（相互グルーミング、social grooming, allogrooming）が区別される。

## 役割と意味
グルーミングは動物にとってほぼ普遍的なものであり、その進化的起源は非常に古い。グルーミングは哺乳類、鳥類、爬虫類といった脊椎動物だけでなく、節足動物である昆虫や軟体動物の頭足類などで観察されている。動物は体表に付着したノミやシラミ、ダニといった外部寄生虫や皮脂、付着したゴミなどを取り除くことで衛生を保つ。
グルーミングでは機械的な力によって異物の除去が行われる。脚を用いて擦ったり掃いたり、引っ掻いたりする行動のほか、口を用いて舐めたり、噛んだり、口器に通したりする行動が知られている。水や砂塵を自分に浴びせる、水浴びや砂浴びも行われる。グルーミングは摂食（食物から出た血、土、樹液、汁などの除去）や戦闘の後に行われる場合もある。昆虫の大部分は定期的に体、特に触角の掃除を行う。グルーミングは陸棲動物だけの行動ではなく、海棲哺乳類や魚類も砂底などにこすりつけることによって身体をクリーニングする。
しかし、グルーミングの目的は寄生虫の除去のような衛生機能だけではない。体温調節や緊張緩和の役割を果たすことも示唆されている。また、性行動もしくはその先駆的な行動、特に自慰的な行為とグルーミングが結び付く種もある。
動物行動学において、グルーミングの社会的役割と伝播が研究されている。これは哺乳類では非常に重要なもので、たとえばサルではシラミ取りが序列の印や紛争の解決に寄与しており、またネコ科などでは個体間や親子間での体毛の舐め合いにも社会的意味がある。
皮脂腺から分泌されるフェロモンを全身に広げることで個体もしくは集団（群れ）の匂いの社会的シグナルや生殖的シグナルを発信する役割も担っている。木や岩に体をこすりつけることで、動物は縄張りを示すのに役立つ匂いもしくは視覚的シグナルを残す。イワツバメに見られるように、グルーミングは集団で行われることもある。
ある種の動物では、毛皮や羽根が紫外線の皮膚への到達を妨げている。鳥類や毛皮を持つ哺乳類においては、皮膚から毛皮や羽根に皮脂を分泌して毛繕いすることにより、口からビタミンDを摂取しているとの説もある。また体表の損傷時には、舐めることにより外傷の治癒を促進する。

## セルフグルーミング

### 哺乳類
哺乳類のセルフグルーミングは代表的な慰安行動（Comfort behaviour）であり、殆ど全ての哺乳類に共通して観察される。防御にかかわる適応的戦略の一つである。齧歯類では覚醒時間の30–50%をグルーミングに充てている。
また、セルフグルーミングにより体温調節が行われる。寒冷時に眼窩部にあるハーダー腺から分泌される脂質を体毛に塗ることで、断熱性を高めて保温する。逆に暑熱時は気化熱を利用し、唾液を体毛に塗ることで体温上昇を抑える。
ラットを用いた研究では、グルーミングは摂食行動や社会的接触、性行動や探索行動に付随して起こることが知られている。また、睡眠に先行してグルーミングが行われる。
グルーミングはストレスに応答することでも起こる。ストレス時に下垂体から分泌される ACTH と α-MSH にはグルーミングを誘発する作用があり、グルーミングの調節には視床下部-下垂体-副腎皮質系が強く関与していることが知られている。

### 鳥類
鳥類のグルーミングは慰安行動の中で最も多くの時間を費す行動であり、日常の9%前後を費やしている。脚を清め、くちばしをこすり（時には研いで鋭くし）、羽毛をなめらかにし整える。これはまた社会的な活動でもある。水以外の物で身体を洗えることを知っている種もあり、たとえばスズメ目の鳥は家屋の煙突で煙を「浴びる」ことが知られている。
鳥類におけるグルーミングでは、様々なステップが観察される。
- 水浴び
- 砂浴び、もしくはその他の何かを浴びる
- 羽繕いをし羽を整える
- つや出しと防水加工
- 綿毛の削り取りや粉振り[訳語疑問点]
- 乾燥と日光浴

鳥は自分の尾腺（尾脂腺）から出る蝋質の分泌物で羽を整える。この行動の有用性には議論があるが、このワックスは羽の柔軟性に作用し、また羽を劣化させる細菌の増加を抑制する抗菌剤として機能していると考えられる。グルーミングに水しか用いないというわけではなく、250以上もの種がアリから得た蟻酸で自分の分泌物を補い、また多足類のものなどの他の分泌物を用いる種もあり、さらにアリの巣の土を用いる種もあり、これも同等な効果があると考えられる。この行動はエルヴィン・シュトレーゼマンにより初めて「蟻浴」として記述された。この行動の機能は抗菌・抗寄生虫に類するものであろうと推測されているが、羽の生え代わりに関係があるという可能性もある。

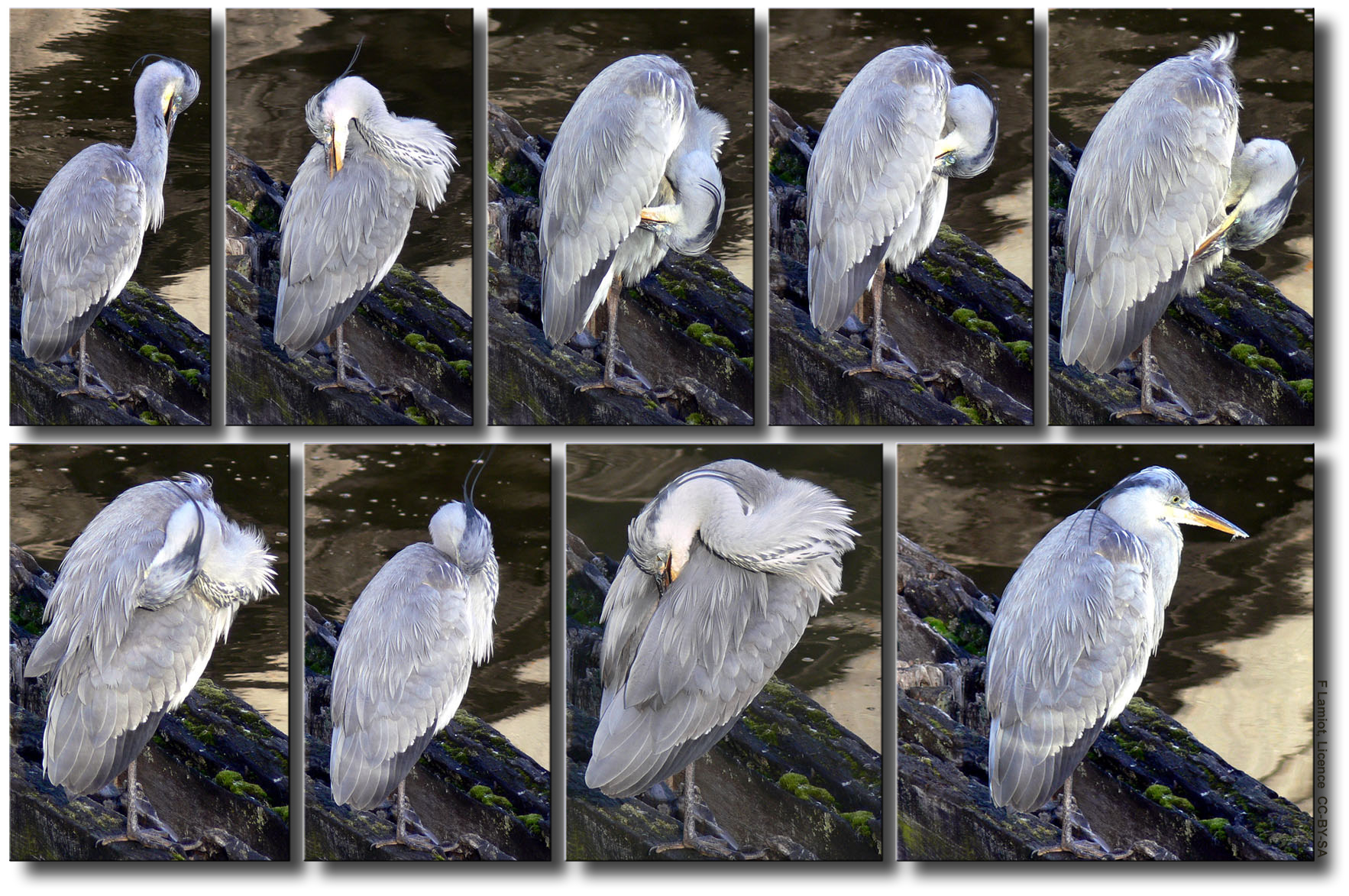
アオサギの羽繕い

### 節足動物
| やれ打つな蠅が手を摺り足をする――小林一茶『八番日記』 |

節足動物のグルーミングは脈翅目、紡脚目、絶翅目、ゴキブリ目といった昆虫に加え、タンスイコシオリエビ科のような甲殻類でも知られている。その形態はしばしば種特異的で、系統や進化を考えるうえでも利用されてきた。昆虫においても、グルーミングはメンテナンスだけではなく社会的シグナルとして働く可能性が示唆されており、ミツバチでは、触角のグルーミング頻度と食物源の糖分濃度との間に相関があることが知られている。カマキリの頭部のグルーミングはリズミカルに行われ、周期の長さにはかなりのばらつきがある。
ハエでも前脚を用いて頻繁に頭部をグルーミングする。ショウジョウバエの頭部のグルーミングのタイミングは正確で、どの個体でも前脚は同期してリズミカルに掃くようにグルーミングする。また、特定の器官が単独でグルーミングされることはなく、1回のグルーミングで頭部の複数の部位が頻繁にグルーミングされ、1回の動作で2本の脚が異なる部位をグルーミングするのが普通である。

### 頭足類
頭足類のタコでは普通、両第1腕を外套膜と頭部に向かって円を描くように動かすことで、外部寄生虫やゴミ、吸盤のキチン質層などを取り除く。また、タコやコウイカ類では、グルーミングは酢酸による刺激などの痛みに対する応答としても引き起こされることが知られている。 

## 寄生生物側の適応
進化の過程で、ある種の寄生生物（ノミ、シラミ、ダニなど）はこれに適応し、その宿主のグルーミング方法から効果的に逃れるようになった。さらには、多包条虫などの一部の寄生生物や微生物（真正細菌やウイルス、とりわけトリインフルエンザウイルス）は、糞便から口、口から糞便 (oro-fécale) への感染サイクルなどの維持にグルーミングを利用すらしている。

## 社会的グルーミング
社会的グルーミングまたはソーシャル・グルーミング（英: social grooming or allogrooming）とは、ヒトを含む社会的動物の個体同士が群の中で互いの体や外観をきれいにしたり整えたりする行動である。これは重要な社会的行動であり、近接して生活している動物たちが社会構造、家族の絆を築き補強し、人間同士が人間関係を構築する手段となっている。また、社会的グルーミングは一部の種においては、和解の方法や紛争解決の手段としても用いられる。他の個体が体の手入れをするのを助ける個体はまた社会的な絆と信頼を形成するのにも寄与するという点で、これは衛生と健康のために行われる通常のグルーミング行動の再利用と理解される。

### 人間以外の動物
社会的グルーミングの際に除去される物（昆虫、寄生虫、木の葉、泥、小枝など）は、自分だけで行うグルーミング（セルフグルーミング）と同じである。また、撫でる、掻く、マッサージするなどの形を取ることもある。
この活動の最も良い例とされるのは霊長類であり、霊長類学者はグルーミングを霊長類世界の社会的な接着剤と呼んできた。グルーミングが築く信頼と絆は群の協調に決定的に重要である。社会的グルーミングは、協力関係と順位制を確立・維持し、協調関係を構築し、紛争後の和解を行う上で重要な役割を果たし、また食料や交尾のような他の資源と交換されるリソースともなる。退屈な時間にも社会的グルーミングは行われ、この行為が緊張とストレスを緩和することが示されている。リラックスした行動が観察される時期に付随することが多く、グルーミングを受けている間に眠りに落ちてしまうことが知られている。
雄のカニクイザルは交尾にありつくために雌にグルーミングを行うことが研究により示されている。雄が最近雌にグルーミングを行っていた場合、行っていない雄と比べその雌が性行為に及ぶ可能性が高かった。
霊長類以外でも、昆虫、魚類、鳥類、有蹄類、コウモリ などもまた社会的グルーミングを行う。霊長類の社会的グルーミングは非常に良く研究されているが、これら他の動物のグルーミングについては、あまり知られていない。
哺乳類はしばしば社会的グルーミングを行う。家畜、特にネコとイヌは、信頼できる人間に愛情の印としてグルーミングをする。

### 人間同士のグルーミング

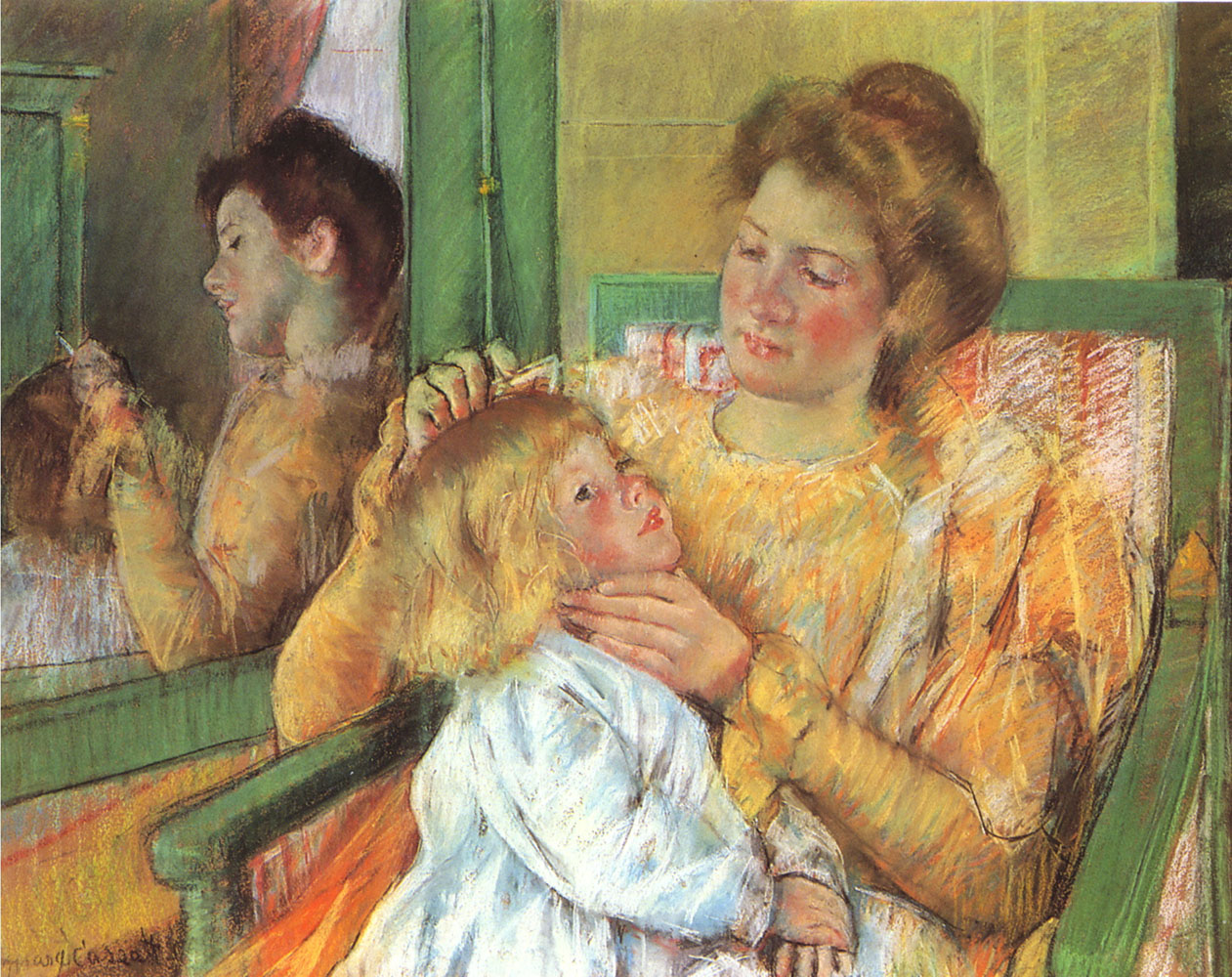
メアリー・カサット画『子の髪を梳く母』(1879)

人間の社会的グルーミングの実証的研究も若干数が存在している。これらの研究は主にアメリカ合衆国とその他の西洋文明圏に住む大人を対象にした、自己申告による調査と実験方法に依存している。人々は、家族や友人や他人といった他の種類の関係にある人に対してよりも、恋人に対してのグルーミングを多く報告している。人間関係の満足の増大、信頼、成長時の家族の愛情の経験にグルーミングは関係付けられる。グルーミングを行う人々は、グルーミングを行わずに触れ合う人々に比して、より良い将来的な親であり、グルーミングした相手に対しより愛が熱く、思いやりがあり熱心であると受け止められている。女性は、互いにグルーミングを行いあう人たちは恋愛関係にあると考える傾向にあるが、男性はそうではない。また、互いにグルーミングを行いあう人たちが恋愛関係にある場合、その人たちは恋愛し始めたばかりではなく長い付き合いをしているのだと人々は考える傾向もある。人間の相互グルーミングは、つがい形成のうえで役割を果たしているのである。

### グルーミングの内分泌効果
グルーミングはβ-エンドルフィンの放出を促進し、これがグルーミングに緊張緩和の効果があるように見える生理学的な理由の1つである。さらに、Sapolsky (1997) の研究では、母親によるグルーミングが増加すると、それに比例して新生ラットの標的組織のグルココルチコイド受容体が増加すると結論づけられている。セロトニンと甲状腺刺激ホルモンの濃度が変化することにより、受容体数が変わることも発見された。受容体数の増加は、副腎皮質ステロイドの分泌への負のフィードバックに影響し、異常な生理学的ストレス反応の望ましくない副作用を防ぐものと考えられる。

## 他種のクリーニング

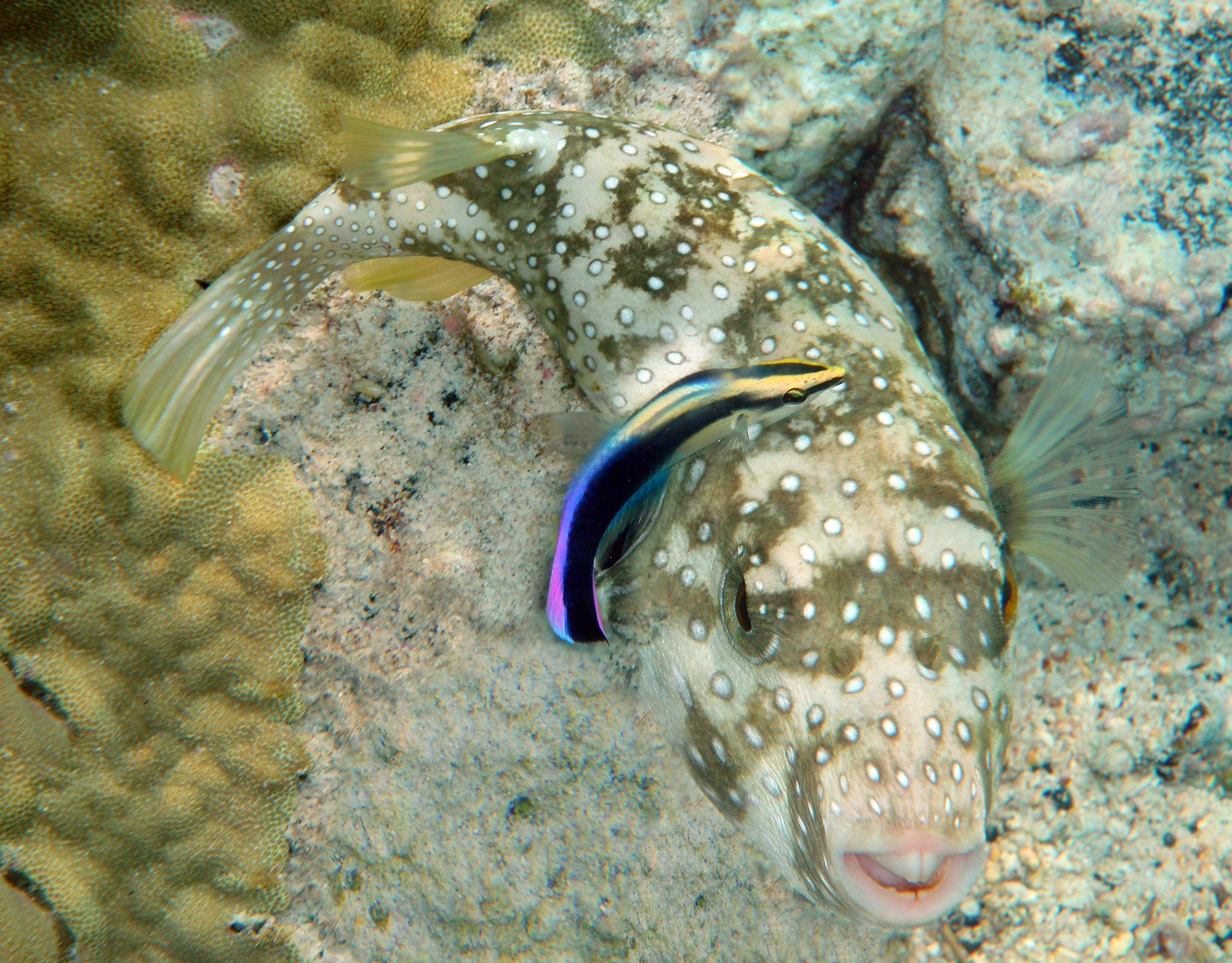
サザナミフグを掃除するホンソメワケベラ

他の自分よりも身体の大きな生物の「掃除」に特化した種も存在し、相利共生の関係にある。これらはダニやシラミのような外部寄生虫、体表や鰓などの古い表皮を取り除く。鳥類ではウシツツキ、魚類ではホンソメワケベラなど（掃除魚）、節足動物ではアカシマシラヒゲエビなどのエビ（cleaner shrimp）がそういった生態を持つ。ホンソメワケベラにクリーニングされる大きな魚は意図的に口や鰓を開き、ホンソメワケベラが口の中をついばんでも捕食することはない。また、ホンソメワケベラは他種のクリーニングだけでなく鏡像自己認知によるセルフグルーミングも行い、自身に付いた寄生虫を除去する行動をとることが知られている。